# Janine Merrey
Jeanne Madeleine Claire Adèle Meyer dite Janine Merrey née à Bois-Colombes le 21 septembre 1902 et morte à Drancy le 22 avril 1985, est une actrice française.

## Théâtre
- 1924 : Poulette et son poulain, comédie en 3 actes de Raoul Praxy et Max Eddy, au théâtre des Capucines (4 juin)
- 1924 : Mon vieux, comédie en 3 actes, 8 tableaux et 20 chansons d'André Birabeau et Jacques Battaille-Henri, au théâtre de la Potinière (18 décembre) : Marie[4]
- 1925 : Le Coup de deux, comédie en 3 actes de Robert Dieudonné et Henri Géroule, au théâtre de la Potinière (10 mars) : Lisette[5]
- 1925 : Sur le Velours, revue en 3 actes et 25 tableaux, de Battaille-Henri au Théâtre de La Potinière[6].
- 1925 : Dibengo, pièce en 3 actes et 4 tableaux de Pierre Wolff et Henri Duvernois, au théâtre de la Porte-Saint-Martin (21 octobre) : Zouk
- 1926 : Le Bigame, comédie en 3 actes de Jean Blanchon, au théâtre de la Potinière (29 avril) : Andrée
- 1926 : Un chien qui rapporte, pièce en 3 actes et 9 tableaux de Marcel Gerbidon et Paul Armont, au théâtre de la Potinière (24 mai) : Josyane Plaisir
- 1927 : Comme le temps passe !, opérette en 3 actes de Rip et Alfred Savoir, au théâtre des Capucines (10 octobre)
- 1928 : Maud et son banquier, comédie en 3 actes de Robert Dieudonné et Henri Géroule, au théâtre des Capucines (11 mars) : Jeanne
- 1928 : La Baigneuse du Lido, comédie en 3 actes d'Yves Mirande et Jean Guitton, au théâtre du Palais-Royal (7 juin) : Simone Plouvier
- 1928 : Paris chez lui, revue en 2 actes et 18 tableaux de Jacques Bousquet et Albert Willemetz, au théâtre des Capucines (28 novembre)
- 1929 : Le Sexe faible d'Édouard Bourdet, mise en scène Victor Boucher, théâtre de la Michodière (10 décembre) : Nicole
- 1932 : La Pâtissière du village, ou Madeleine, comédie en 3 actes et 6 tableaux d'Alfred Savoir, mise en scène de Louis Jouvet, au théâtre Pigalle (8 mars) : Loulou
- 1935 : Girouette, comédie en 4 actes de René Benjamin, au théâtre des Variétés (4 avril)
- 1936 : Fiston, comédie en 4 actes d'André Birabeau, au théâtre des Variétés (27 février) : Annette Fabre-Marines

## Filmographie
- 1924 : La Fontaine des amours, de Roger Lion : Louise Favonne
- 1926 : Le Bouif errant, de René Hervil : la princesse Mitzy
- 1930 : Cendrillon de Paris, de Jean Hémard
- 1930 : L'amour chante, de Robert Florey : Loulou Darling
- 1931 : Figuration, d'Antonin Bideau : Maud Gerbier
- 1931 : À mi-chemin du ciel d'Alberto Cavalcanti : Greta Nelson
- 1932 : Papa sans le savoir, de Robert Wyler : Jeannine
- 1932 : Le Champion du régiment, de Henry Wulschleger : Lulu
- 1932 : Si tu veux, d'André Hugon : Irma
- 1933 : Coquin de sort d'André Pellenc
- 1933 : La Margoton du bataillon, de Jacques Darmont : Marie Margot
- 1933 : Le Jugement de minuit, d'André Charlot et Alexander Esway : Mary Lengley
- 1934 : L'Oncle de Pékin, de Jacques Darmont
- 1934 : Le Secret d'une nuit, de Félix Gandéra : Zizine
- 1934 : La Garnison amoureuse, de Max de Vaucorbeil : Gabrielle
- 1934 : Brevet 95-75, de Pierre Miquel : Marinette
- 1934 : Le Cavalier Lafleur, de Pierre-Jean Ducis : Rosalie
- 1935 : Lune de miel, de Pierre-Jean Ducis : Yvonne
- 1935 : Bout de chou, de Henry Wulschleger : Lucie
- 1936 : Une femme par intérim (court-métrage), d'André Hugon
- 1936 : Les Petites Alliées, de Jean Dréville : Favouille
- 1936 : Compartiment de dames seules, de Christian-Jaque : Nicole
- 1936 : Œil de lynx, détective, de Pierre-Jean Ducis : Solange
- 1936 : Les Gaietés du palace, de Walter Kapps : Ninette
- 1937 : Le Réserviste improvisé (court-métrage), d'André Hugon
- 1937 : La Peau d'un autre, de René Pujol
- 1937 : Pantins d'amour, de Walter Kapps
- 1938 : Durand bijoutier, de Jean Stelli : Madame Sorbier
- 1938 : Tarakanowa de Fédor Ozep et Mario Soldati : Mariette, la camériste
- 1939 : Son oncle de Normandie, de Jean Dréville : Mélanie
- 1944 : Le mort ne reçoit plus, de Jean Tarride : Madame Bonnemain